# Justin Nicolino
Pour les articles homonymes, voir Nicolino.
Justin Nicolino (né le 22 novembre 1991 à Orlando, Floride, États-Unis) est un lanceur gaucher des Marlins de Miami de la Ligue majeure de baseball.

## Carrière
Joueur à l'école secondaire University High School à Orlando, en Floride, Justin Nicolino est choisi dès le second tour de sélection par les Blue Jays de Toronto au repêchage amateur de 2010. Il amorce sa carrière professionnelle en 2011 dans les ligues mineures avec des clubs affiliés aux Blue Jays après avoir accepté un contrat assorti d'un boni à la signature de 615 000 dollars qui le convainc de renoncer à rejoindre l'université de Virginie.
Le 19 novembre 2012, il est l'un des 12 joueurs qui changent d'équipe dans un échange majeur survenu entre les Blue Jays de Toronto et les Marlins de Miami. Il passe aux Marlins avec le joueur d'avant-champ Adeiny Hechavarria, le  voltigeur Jake Marisnick, les lanceurs droitiers Henderson Álvarez et Anthony DeSclafani, le receveur Jeff Mathis et l'arrêt-court Yunel Escobar, tandis que Toronto reçoit l'arrêt-court José Reyes, les lanceurs droitiers Mark Buehrle et Josh Johnson, le receveur John Buck et le joueur d'utilité Emilio Bonifacio.
Nicolino poursuit son chemin vers le baseball majeur, cette fois avec des clubs affiliés aux Marlins, et est avant le début de la saison 2013 classé au 86e rang du top 100 annuels des meilleures joueurs d'avenir selon Baseball America. En 2014, après une saison où il maintient une moyenne de points mérités de 2,85 en 28 départs et 170 manches et un tiers lancées pour les Suns de Jacksonville, le club-école de niveau Double-A, il est nommé joueur de l'année en ligues mineures dans l'organisation des Marlins. Nicolino amorce la saison 2015 avec le club-école Triple-A à La Nouvelle-Orléans.
Justin Nicolino fait ses débuts dans le baseball majeur comme lanceur partant des Marlins de Miami le 20 juin 2015. Il est le lanceur gagnant de ce match après avoir blanchi les Reds de Cincinnati pendant 7 manches.